# Robert Beyer
Robert Beyer, född ca 1870, död efter 1921, var en tysk instrumentmakare (violinbyggare), verksam i Berlin.
Beyer invaldes som associé i Kungliga Musikaliska Akademien 1912.